# Miff Mole

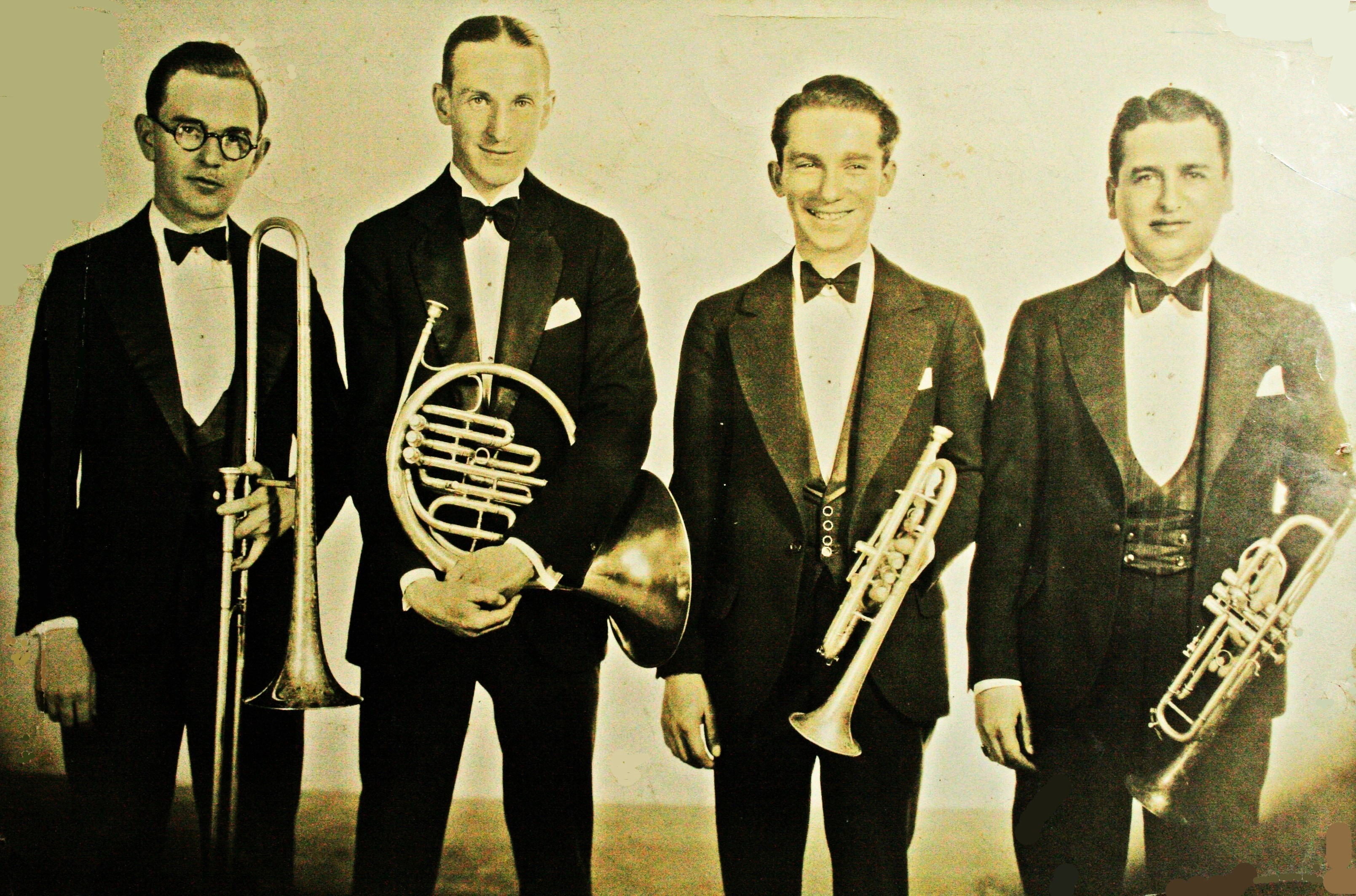
Od lewej: Miff Mole, Dudley Fosdick, Red Nichols i Leo McConville, ok. 1926

Irving Milfred Mole, ps. „Miff” (ur. 11 marca 1898 w Roosevelt, zm. 29 kwietnia 1961 w Nowym Jorku) – amerykański muzyk jazzowy, puzonista, bandlider i kompozytor. Pionier solowego stylu gry na puzonie w jazzie.

## Życiorys
Jego rodzicami byli William Henry i Elizabeth A. z d. Smith. Miał dwoje rodzeństwa – George’a Elwooda i Madelon Estelle. Przygodę z muzyką zaczynał jako dziecko od nauki gry na skrzypcach i fortepianie. W wieku piętnastu lat sięgnął po puzon, który pozostał jego instrumentem głównym.
Od 1919 do 1922 grał w The Acme Sextette saksofonisty Benniego Kruegera oraz zespole Gusa Sharpe’a. W 1922 dołączył do grupy The Original Memphis Five. Podczas dwuletniej pracy w zespole zyskał renomę, stając się znaczącą postacią na nowojorskiej scenie jazzowej. W tym czasie występował także w kinoteatrach, ilustrując muzyką nieme filmy, oraz od 1927 grał w zespołach rozgłośni radiowych. W latach 1929–1938 był stałym członkiem orkiestry NBC.
W 1926 razem z kornecistą Redem Nicholsem założył formację Miff Mole and His Little Molers, z którą obaj nagrywali do 1939. Jednocześnie sam grał w wielu zespołach Nicholsa, z których najsłynniejszy był The Five Pennies.
Jego styl gry solowej, który charakteryzowały skoki oktawowe, tryle i wykonywane w szybkich tempach kadencje, wywarł wpływ na wielu współczesnych mu puzonistów, m.in. Glenna Millera i Jimmy’ego Dorseya. Kiedy w 1928 pojawił się w Nowym Jorku Jack Teagarden ze swoim bluesowym podejściem do gry oraz stosowaniem artykulacji legato, to on stał się puzonowym wzorem. Mole z czasem zmodyfikował swoją grę, wykorzystując pomysły Teagardena.
W latach 1938–1940 był członkiem orkiestry Paula Whitemana, a w 1943 – Benny’ego Goodmana. W połowie lat 40. powrócił do gry w małych grupach. Współpracował m.in. z gitarzystą Eddiem Condonem i prowadził zespół w nowojorskim klubie Nick’s. W 1947 wyjechał do Chicago gdzie pracował do 1954.
W ostatnim okresie życia występował sporadycznie ze względu na zły stan zdrowia. Planowano zorganizować koncert charytatywny, z którego dochód miał być przeznaczony na jego leczenie. Niestety nie doszło do tego, gdyż wcześniej zmarł na nowojorskim Manhattanie. Miał 63 lata. Został pochowany pośród grobów rodziny na cmentarzu Greenfield w Uniondale w stanie Nowy Jork. Pozostawił po sobie córkę – Muriel Jane (1922–2004).

## Wybrana twórczość

### Kompozycje
Hangover (wspólnie z Redem Nicholsem), Miff’s Blues,  Slippin’ Around, There’ll Come a Time (Wait and See) (wspólnie z Wingym Manonem), Worryin' the Life Out of Me (wspólnie z Frankiem Signorellim i Keithem „Bobem” Russellem)

### Dyskografia
- 1954 Red Nichols and Miff Mole – New York Jazz of the Twenties (Riverside)
- 1959 Miff Mole and His Dixieland Band – Aboard the Dixie Hi-Flyer (Stepheny Records)
- 1982 The Immortal Miff Mole (Jazzology)
- 1984 Miff Mole and His „World Jam Session” Band – 1944 (Jazzology)
- 1989 Red Nichols And Miff Mole – Great Original Performances – 1925 to 1930 (ABC)
- 2003 Miff Mole – 1928–1937 (Classics)

Zestawienie wg dat wydania płyt

## Film
- Nagrany z The Little Molers w 1928 utwór Shim-Me-Sha-Wabble został wykorzystany w 2005 w ścieżce dźwiękowej do filmu fabularnego Rona Howarda Człowiek ringu[4].
- W 2008 jego kompozycja There'll Come a Time (Wait and See) zabrzmiała w nominowanym do Oscara obrazie Ciekawy przypadek Benjamina Buttona, wyreżyserowanym przez Davida Finchera[5].